# Espinosa del Camino
Espinosa del Camino è un comune spagnolo di 45 abitanti situato nella comunità autonoma di Castiglia e León.